# 進度條

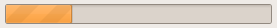
进度条範例。

一个简单的进度条动画。

進度條（英語：Progress bar）是一種图形控制元素，是用於擴展視覺化的計算機操作，展示任务的处理进度，例如下载、文件传输或安装的进度。 有时，图形以百分比格式伴随进度的文本表示。 该概念也可被视为在媒體播放器中的“時間條”英文：playback bars，用于查看媒体文件的持续时间和追踪当前位置。 
還有其他进度的表示方式：進度指示器，它们通常不是条形的，用於任務範圍未知或无法以百分比表示時確立任務進度的情况。该进度条會使用：（轉動、指示器）来表示进度正在增長或電腦正在運轉，而不是使用填充進度條的長度来显示进度的总量，例如Throbber。